# Tour de l'Ain 2016
Le 28e édition du Tour de l'Ain a eu lieu du 10 au 13 août 2016. La course fait partie du calendrier UCI Europe Tour 2016 en catégorie 2.1. Elle est remportée par le coureur néerlandais Sam Oomen (Giant-Alpecin), vainqueur de la 3e étape. Il s'impose devant Bart De Clercq (Lotto-Soudal) et Pierre Latour (AG2R La Mondiale) pour 1 seconde.
Sam Oomen remporte par le même occasion le Classement du meilleur jeune et Bart De Clercq le Classement du meilleur grimpeur. Matteo Trentin (Etixx-Quick Step), vainqueur de la 1re étape, gagne le Classement par points. Le Classement par équipes, qui cumule les temps des 3 premiers coureurs de chaque équipe à chaque étape, est remporté par l'équipe Cofidis.

## Parcours
Le parcours de l'épreuve a été annoncé en février 2016.

## Équipes
Classé en catégorie 2.1 de l'UCI Europe Tour, le Tour de l'Ain est par conséquent ouvert aux WorldTeams dans la limite de 50 % des équipes participantes, aux équipes continentales professionnelles, aux équipes continentales et aux équipes nationales.
21 équipes participent à ce Tour de l'Ain - 8 WorldTeams, 7 équipes continentales professionnelles, 4 équipes continentales et 2 équipes nationales :
| WorldTeams (8)- AG2R La Mondiale - Etixx-Quick Step - FDJ - IAM Cycling - Lotto-Soudal - Movistar Team - Giant-Alpecin - Lotto NL-Jumbo Équipes continentales professionnelles (7)- Bora-Argon 18 - Cofidis, Solutions Crédits - Delko-Marseille Provence-KTM - Direct Énergie - Fortuneo-Vital Concept - Stölting Service Group - Wanty-Groupe Gobert Équipes continentales (4)- Armée de terre - HP BTP-Auber 93 - Rabobank Development - Roubaix Métropole européenne de Lille Équipes nationales (2)- France - Suisse |
| |

## Étapes
| Étape     | Date    | Villes étapes                                   | type                      | Distance (km) | Vainqueur d'étape  | Leader du classement général |
| --------- | ------- | ----------------------------------------------- | ------------------------- | ------------- | ------------------ | ---------------------------- |
| 1re étape | 10 août | La Plaine Tonique – Saint-Vulbas                | étape de plaine           | 149,6         | Matteo Trentin     | Matteo Trentin               |
| 2e étape  | 11 août | Saint-Didier-sur-Chalaronne – Montréal-la-Cluse | étape de plaine           | 173,2         | Tosh Van der Sande | Matteo Trentin               |
| 3e étape  | 12 août | Nantua – Lélex                                  | étape de moyenne montagne | 141,4         | Sam Oomen          | Sam Oomen                    |
| 4e étape  | 13 août | Lagnieu – Belley                                | étape de moyenne montagne | 132,2         | Alexandre Geniez   | Sam Oomen                    |

## Déroulement de la course

### 1reétape
| \| Classement de l'étape \| Classement de l'étape \| Classement de l'étape \| Classement de l'étape \| Classement de l'étape \| \| Coureur \| Coureur \| Pays \| Équipe \| Temps \| \| --------------------- \| --------------------- \| --------------------- \| ------------------------------------- \| --------------------- \| \| 1er \| Matteo Trentin \| Italie \| Etixx-Quick Step \| 3 h 21 min 23 s \| \| 2e \| Rudy Barbier \| France \| Roubaix Métropole européenne de Lille \| + 0 s \| \| 3e \| Phil Bauhaus \| Allemagne \| Bora-Argon 18 \| + 0 s \| \| 4e \| Samuel Dumoulin \| France \| AG2R La Mondiale \| + 0 s \| \| 5e \| Jonas Van Genechten \| Belgique \| IAM Cycling \| + 0 s \| \| 6e \| Bert De Backer \| Belgique \| Giant-Alpecin \| + 0 s \| \| 7e \| Romain Hardy \| France \| Cofidis, Solutions Crédits \| + 0 s \| \| 8e \| Kévin Réza \| France \| FDJ \| + 0 s \| \| 9e \| Lorrenzo Manzin \| France \| FDJ \| + 0 s \| \| 10e \| Yauheni Hutarovich \| Biélorussie \| Fortuneo-Vital Concept \| + 0 s \| |                     |             |                                       |                 |
| |                     |             |                                       |                 |
| Sources : ProCyclingStats Cycling Archives |                     |             |                                       |                 |
| Classement de l'étape |                     |             |                                       |                 |
| Coureur | Coureur             | Pays        | Équipe                                | Temps           |
| 1er | Matteo Trentin      | Italie      | Etixx-Quick Step                      | 3 h 21 min 23 s |
| 2e | Rudy Barbier        | France      | Roubaix Métropole européenne de Lille | + 0 s           |
| 3e | Phil Bauhaus        | Allemagne   | Bora-Argon 18                         | + 0 s           |
| 4e | Samuel Dumoulin     | France      | AG2R La Mondiale                      | + 0 s           |
| 5e | Jonas Van Genechten | Belgique    | IAM Cycling                           | + 0 s           |
| 6e | Bert De Backer      | Belgique    | Giant-Alpecin                         | + 0 s           |
| 7e | Romain Hardy        | France      | Cofidis, Solutions Crédits            | + 0 s           |
| 8e | Kévin Réza          | France      | FDJ                                   | + 0 s           |
| 9e | Lorrenzo Manzin     | France      | FDJ                                   | + 0 s           |
| 10e | Yauheni Hutarovich  | Biélorussie | Fortuneo-Vital Concept                | + 0 s           |

| \| Classement général \| Classement général \| Classement général \| Classement général \| Classement général \| \| Coureur \| Coureur \| Pays \| Équipe \| Temps \| \| ------------------ \| ------------------- \| ------------------ \| ------------------------------------- \| ------------------ \| \| 1er \| Matteo Trentin \| Italie \| Etixx-Quick Step \| 3 h 21 min 13 s \| \| 2e \| Rudy Barbier \| France \| Roubaix Métropole européenne de Lille \| + 4 s \| \| 3e \| Phil Bauhaus \| Allemagne \| Bora-Argon 18 \| + 6 s \| \| 4e \| Samuel Dumoulin \| France \| AG2R La Mondiale \| + 10 s \| \| 5e \| Jonas Van Genechten \| Belgique \| IAM Cycling \| + 10 s \| \| 6e \| Bert De Backer \| Belgique \| Giant-Alpecin \| + 10 s \| \| 7e \| Romain Hardy \| France \| Cofidis, Solutions Crédits \| + 10 s \| \| 8e \| Kévin Réza \| France \| FDJ \| + 10 s \| \| 9e \| Lorrenzo Manzin \| France \| FDJ \| + 10 s \| \| 10e \| Yauheni Hutarovich \| Biélorussie \| Fortuneo-Vital Concept \| + 10 s \| |                     |             |                                       |                 |
| |                     |             |                                       |                 |
| Sources : ProCyclingStats Cycling Archives |                     |             |                                       |                 |
| Classement général |                     |             |                                       |                 |
| Coureur | Coureur             | Pays        | Équipe                                | Temps           |
| 1er | Matteo Trentin      | Italie      | Etixx-Quick Step                      | 3 h 21 min 13 s |
| 2e | Rudy Barbier        | France      | Roubaix Métropole européenne de Lille | + 4 s           |
| 3e | Phil Bauhaus        | Allemagne   | Bora-Argon 18                         | + 6 s           |
| 4e | Samuel Dumoulin     | France      | AG2R La Mondiale                      | + 10 s          |
| 5e | Jonas Van Genechten | Belgique    | IAM Cycling                           | + 10 s          |
| 6e | Bert De Backer      | Belgique    | Giant-Alpecin                         | + 10 s          |
| 7e | Romain Hardy        | France      | Cofidis, Solutions Crédits            | + 10 s          |
| 8e | Kévin Réza          | France      | FDJ                                   | + 10 s          |
| 9e | Lorrenzo Manzin     | France      | FDJ                                   | + 10 s          |
| 10e | Yauheni Hutarovich  | Biélorussie | Fortuneo-Vital Concept                | + 10 s          |

### 2eétape
| \| Classement de l'étape \| Classement de l'étape \| Classement de l'étape \| Classement de l'étape \| Classement de l'étape \| \| Coureur \| Coureur \| Pays \| Équipe \| Temps \| \| --------------------- \| --------------------- \| --------------------- \| -------------------------- \| --------------------- \| \| 1er \| Tosh Van der Sande \| Belgique \| Lotto-Soudal \| 4 h 16 min 01 s \| \| 2e \| Michael Schwarzmann \| Allemagne \| Bora-Argon 18 \| + 0 s \| \| 3e \| Anthony Turgis \| France \| Cofidis, Solutions Crédits \| + 0 s \| \| 4e \| Kévin Réza \| France \| FDJ \| + 0 s \| \| 5e \| Cees Bol \| Pays-Bas \| Rabobank Development \| + 0 s \| \| 6e \| Samuel Dumoulin \| France \| AG2R La Mondiale \| + 0 s \| \| 7e \| Matteo Trentin \| Italie \| Etixx-Quick Step \| + 0 s \| \| 8e \| Juan José Lobato \| Espagne \| Movistar Team \| + 0 s \| \| 9e \| Anthony Maldonado \| France \| HP BTP-Auber 93 \| + 0 s \| \| 10e \| Victor Campenaerts \| Belgique \| LottoNL-Jumbo \| + 0 s \| |                     |           |                            |                 |
| |                     |           |                            |                 |
| Sources : ProCyclingStats Cycling Archives |                     |           |                            |                 |
| Classement de l'étape |                     |           |                            |                 |
| Coureur | Coureur             | Pays      | Équipe                     | Temps           |
| 1er | Tosh Van der Sande  | Belgique  | Lotto-Soudal               | 4 h 16 min 01 s |
| 2e | Michael Schwarzmann | Allemagne | Bora-Argon 18              | + 0 s           |
| 3e | Anthony Turgis      | France    | Cofidis, Solutions Crédits | + 0 s           |
| 4e | Kévin Réza          | France    | FDJ                        | + 0 s           |
| 5e | Cees Bol            | Pays-Bas  | Rabobank Development       | + 0 s           |
| 6e | Samuel Dumoulin     | France    | AG2R La Mondiale           | + 0 s           |
| 7e | Matteo Trentin      | Italie    | Etixx-Quick Step           | + 0 s           |
| 8e | Juan José Lobato    | Espagne   | Movistar Team              | + 0 s           |
| 9e | Anthony Maldonado   | France    | HP BTP-Auber 93            | + 0 s           |
| 10e | Victor Campenaerts  | Belgique  | LottoNL-Jumbo              | + 0 s           |

| \| Classement général \| Classement général \| Classement général \| Classement général \| Classement général \| \| Coureur \| Coureur \| Pays \| Équipe \| Temps \| \| ------------------ \| ------------------- \| ------------------ \| -------------------------- \| ------------------ \| \| 1er \| Matteo Trentin \| Italie \| Etixx-Quick Step \| 7 h 37 min 14 s \| \| 2e \| Tosh Van der Sande \| Belgique \| Lotto-Soudal \| + 0 s \| \| 3e \| Michael Schwarzmann \| Allemagne \| Bora-Argon 18 \| + 4 s \| \| 4e \| Anthony Turgis \| France \| Cofidis, Solutions Crédits \| + 6 s \| \| 5e \| Samuel Dumoulin \| France \| AG2R La Mondiale \| + 10 s \| \| 6e \| Kévin Réza \| France \| FDJ \| + 10 s \| \| 7e \| Jonas Van Genechten \| Belgique \| IAM Cycling \| + 10 s \| \| 8e \| Cees Bol \| Pays-Bas \| Rabobank Development \| + 10 s \| \| 9e \| Juan José Lobato \| Espagne \| Movistar Team \| + 10 s \| \| 10e \| Lorrenzo Manzin \| France \| FDJ \| + 10 s \| |                     |           |                            |                 |
| |                     |           |                            |                 |
| Sources : ProCyclingStats Cycling Archives |                     |           |                            |                 |
| Classement général |                     |           |                            |                 |
| Coureur | Coureur             | Pays      | Équipe                     | Temps           |
| 1er | Matteo Trentin      | Italie    | Etixx-Quick Step           | 7 h 37 min 14 s |
| 2e | Tosh Van der Sande  | Belgique  | Lotto-Soudal               | + 0 s           |
| 3e | Michael Schwarzmann | Allemagne | Bora-Argon 18              | + 4 s           |
| 4e | Anthony Turgis      | France    | Cofidis, Solutions Crédits | + 6 s           |
| 5e | Samuel Dumoulin     | France    | AG2R La Mondiale           | + 10 s          |
| 6e | Kévin Réza          | France    | FDJ                        | + 10 s          |
| 7e | Jonas Van Genechten | Belgique  | IAM Cycling                | + 10 s          |
| 8e | Cees Bol            | Pays-Bas  | Rabobank Development       | + 10 s          |
| 9e | Juan José Lobato    | Espagne   | Movistar Team              | + 10 s          |
| 10e | Lorrenzo Manzin     | France    | FDJ                        | + 10 s          |

### 3eétape
| \| Classement de l'étape \| Classement de l'étape \| Classement de l'étape \| Classement de l'étape \| Classement de l'étape \| \| Coureur \| Coureur \| Pays \| Équipe \| Temps \| \| --------------------- \| --------------------- \| --------------------- \| -------------------------- \| --------------------- \| \| 1er \| Sam Oomen \| Pays-Bas \| Giant-Alpecin \| 3 h 43 min 49 s \| \| 2e \| Pierre Latour \| France \| AG2R La Mondiale \| + 1 s \| \| 3e \| Bart De Clercq \| Belgique \| Lotto-Soudal \| + 1 s \| \| 4e \| Guillaume Martin \| France \| Wanty-Groupe Gobert \| + 1 s \| \| 5e \| David Gaudu \| France \| France espoirs \| + 1 s \| \| 6e \| Alexandre Geniez \| France \| FDJ \| + 33 s \| \| 7e \| Lilian Calmejane \| France \| Direct Énergie \| + 33 s \| \| 8e \| Patrick Konrad \| Autriche \| Bora-Argon 18 \| + 33 s \| \| 9e \| Romain Hardy \| France \| Cofidis, Solutions Crédits \| + 35 s \| \| 10e \| Maxime Monfort \| Belgique \| Lotto-Soudal \| + 35 s \| |                  |          |                            |                 |
| |                  |          |                            |                 |
| Sources : ProCyclingStats Cycling Archives |                  |          |                            |                 |
| Classement de l'étape |                  |          |                            |                 |
| Coureur | Coureur          | Pays     | Équipe                     | Temps           |
| 1er | Sam Oomen        | Pays-Bas | Giant-Alpecin              | 3 h 43 min 49 s |
| 2e | Pierre Latour    | France   | AG2R La Mondiale           | + 1 s           |
| 3e | Bart De Clercq   | Belgique | Lotto-Soudal               | + 1 s           |
| 4e | Guillaume Martin | France   | Wanty-Groupe Gobert        | + 1 s           |
| 5e | David Gaudu      | France   | France espoirs             | + 1 s           |
| 6e | Alexandre Geniez | France   | FDJ                        | + 33 s          |
| 7e | Lilian Calmejane | France   | Direct Énergie             | + 33 s          |
| 8e | Patrick Konrad   | Autriche | Bora-Argon 18              | + 33 s          |
| 9e | Romain Hardy     | France   | Cofidis, Solutions Crédits | + 35 s          |
| 10e | Maxime Monfort   | Belgique | Lotto-Soudal               | + 35 s          |

| \| Classement général \| Classement général \| Classement général \| Classement général \| Classement général \| \| Coureur \| Coureur \| Pays \| Équipe \| Temps \| \| ------------------ \| ------------------ \| ------------------ \| -------------------------- \| ------------------ \| \| 1er \| Sam Oomen \| Pays-Bas \| Giant-Alpecin \| 11 h 21 min 03 s \| \| 2e \| Pierre Latour \| France \| AG2R La Mondiale \| + 5 s \| \| 3e \| Bart De Clercq \| Belgique \| Lotto-Soudal \| + 7 s \| \| 4e \| Guillaume Martin \| France \| Wanty-Groupe Gobert \| + 11 s \| \| 5e \| David Gaudu \| France \| France espoirs \| + 11 s \| \| 6e \| Lilian Calmejane \| France \| Direct Énergie \| + 43 s \| \| 7e \| Patrick Konrad \| Autriche \| Bora-Argon 18 \| + 43 s \| \| 8e \| Alexandre Geniez \| France \| FDJ \| + 43 s \| \| 9e \| Romain Hardy \| France \| Cofidis, Solutions Crédits \| + 45 s \| \| 10e \| Guillaume Levarlet \| France \| HP BTP-Auber 93 \| + 45 s \| |                    |          |                            |                  |
| |                    |          |                            |                  |
| Sources : ProCyclingStats Cycling Archives |                    |          |                            |                  |
| Classement général |                    |          |                            |                  |
| Coureur | Coureur            | Pays     | Équipe                     | Temps            |
| 1er | Sam Oomen          | Pays-Bas | Giant-Alpecin              | 11 h 21 min 03 s |
| 2e | Pierre Latour      | France   | AG2R La Mondiale           | + 5 s            |
| 3e | Bart De Clercq     | Belgique | Lotto-Soudal               | + 7 s            |
| 4e | Guillaume Martin   | France   | Wanty-Groupe Gobert        | + 11 s           |
| 5e | David Gaudu        | France   | France espoirs             | + 11 s           |
| 6e | Lilian Calmejane   | France   | Direct Énergie             | + 43 s           |
| 7e | Patrick Konrad     | Autriche | Bora-Argon 18              | + 43 s           |
| 8e | Alexandre Geniez   | France   | FDJ                        | + 43 s           |
| 9e | Romain Hardy       | France   | Cofidis, Solutions Crédits | + 45 s           |
| 10e | Guillaume Levarlet | France   | HP BTP-Auber 93            | + 45 s           |

### 4eétape
| \| Classement de l'étape \| Classement de l'étape \| Classement de l'étape \| Classement de l'étape \| Classement de l'étape \| \| Coureur \| Coureur \| Pays \| Équipe \| Temps \| \| --------------------- \| --------------------- \| --------------------- \| -------------------------- \| --------------------- \| \| 1er \| Alexandre Geniez \| France \| FDJ \| 3 h 28 min 46 s \| \| 2e \| Bart De Clercq \| Belgique \| Lotto-Soudal \| + 0 s \| \| 3e \| Pierre Latour \| France \| AG2R La Mondiale \| + 0 s \| \| 4e \| Marcel Wyss \| Suisse \| IAM Cycling \| + 0 s \| \| 5e \| Guillaume Martin \| France \| Wanty-Groupe Gobert \| + 0 s \| \| 6e \| Sam Oomen \| Pays-Bas \| Giant-Alpecin \| + 0 s \| \| 7e \| Kilian Frankiny \| Suisse \| Suisse espoirs \| + 0 s \| \| 8e \| David Gaudu \| France \| France espoirs \| + 0 s \| \| 9e \| Romain Hardy \| France \| Cofidis, Solutions Crédits \| + 0 s \| \| 10e \| Antonio Pedrero \| Espagne \| Movistar Team \| + 4 s \| |                  |          |                            |                 |
| |                  |          |                            |                 |
| Sources : ProCyclingStats Cycling Archives |                  |          |                            |                 |
| Classement de l'étape |                  |          |                            |                 |
| Coureur | Coureur          | Pays     | Équipe                     | Temps           |
| 1er | Alexandre Geniez | France   | FDJ                        | 3 h 28 min 46 s |
| 2e | Bart De Clercq   | Belgique | Lotto-Soudal               | + 0 s           |
| 3e | Pierre Latour    | France   | AG2R La Mondiale           | + 0 s           |
| 4e | Marcel Wyss      | Suisse   | IAM Cycling                | + 0 s           |
| 5e | Guillaume Martin | France   | Wanty-Groupe Gobert        | + 0 s           |
| 6e | Sam Oomen        | Pays-Bas | Giant-Alpecin              | + 0 s           |
| 7e | Kilian Frankiny  | Suisse   | Suisse espoirs             | + 0 s           |
| 8e | David Gaudu      | France   | France espoirs             | + 0 s           |
| 9e | Romain Hardy     | France   | Cofidis, Solutions Crédits | + 0 s           |
| 10e | Antonio Pedrero  | Espagne  | Movistar Team              | + 4 s           |

| \| Classement général \| Classement général \| Classement général \| Classement général \| Classement général \| \| Coureur \| Coureur \| Pays \| Équipe \| Temps \| \| ------------------ \| ------------------ \| ------------------ \| ------------------- \| ------------------ \| \| 1er \| Sam Oomen \| Pays-Bas \| Giant-Alpecin \| 14 h 49 min 49 s \| \| 2e \| Bart De Clercq \| Belgique \| Lotto-Soudal \| + 1 s \| \| 3e \| Pierre Latour \| France \| AG2R La Mondiale \| + 1 s \| \| 4e \| Guillaume Martin \| France \| Wanty-Groupe Gobert \| + 11 s \| \| 5e \| David Gaudu \| France \| France espoirs \| + 11 s \| \| 6e \| Alexandre Geniez \| France \| FDJ \| + 33 s \| \| 7e \| Kilian Frankiny \| Suisse \| Suisse espoirs \| + 45 s \| \| 8e \| Marcel Wyss \| Suisse \| IAM Cycling \| + 50 s \| \| 9e \| Maxime Monfort \| Belgique \| Lotto-Soudal \| + 52 s \| \| 10e \| Antonio Pedrero \| Espagne \| Movistar Team \| + 52 s \| |                  |          |                     |                  |
| |                  |          |                     |                  |
| Sources : ProCyclingStats Cycling Archives |                  |          |                     |                  |
| Classement général |                  |          |                     |                  |
| Coureur | Coureur          | Pays     | Équipe              | Temps            |
| 1er | Sam Oomen        | Pays-Bas | Giant-Alpecin       | 14 h 49 min 49 s |
| 2e | Bart De Clercq   | Belgique | Lotto-Soudal        | + 1 s            |
| 3e | Pierre Latour    | France   | AG2R La Mondiale    | + 1 s            |
| 4e | Guillaume Martin | France   | Wanty-Groupe Gobert | + 11 s           |
| 5e | David Gaudu      | France   | France espoirs      | + 11 s           |
| 6e | Alexandre Geniez | France   | FDJ                 | + 33 s           |
| 7e | Kilian Frankiny  | Suisse   | Suisse espoirs      | + 45 s           |
| 8e | Marcel Wyss      | Suisse   | IAM Cycling         | + 50 s           |
| 9e | Maxime Monfort   | Belgique | Lotto-Soudal        | + 52 s           |
| 10e | Antonio Pedrero  | Espagne  | Movistar Team       | + 52 s           |

### Évolution des classements
| Étape              |                           | Vainqueur _        | Classement général | Classement par points | Meilleur grimpeur | Meilleur jeune | Meilleure équipe           |
| ------------------ | ------------------------- | ------------------ | ------------------ | --------------------- | ----------------- | -------------- | -------------------------- |
| 1re étape          | étape de plaine           | Matteo Trentin     | Matteo Trentin     | Matteo Trentin        | Arnaud Gérard     | Phil Bauhaus   | Etixx-Quick Step           |
| 2e étape           | étape de plaine           | Tosh Van der Sande | Matteo Trentin     | Matteo Trentin        | Romain Combaud    | Anthony Turgis | Bora-Argon 18              |
| 3e étape           | étape de moyenne montagne | Sam Oomen          | Sam Oomen          | Matteo Trentin        | Rémy Di Grégorio  | Sam Oomen      | Cofidis, Solutions Crédits |
| 4e étape           | étape de moyenne montagne | Alexandre Geniez   | Sam Oomen          | Matteo Trentin        | Bart De Clercq    | Sam Oomen      | Cofidis, Solutions Crédits |
| Classements finals | Classements finals        |                    | Sam Oomen          | Matteo Trentin        | Bart De Clercq    | Sam Oomen      | Cofidis, Solutions Crédits |

## Classements finals

### Classement général
| \| Classement général \| Classement général \| Classement général \| Classement général \| Classement général \| \| Coureur \| Coureur \| Pays \| Équipe \| Temps \| \| ------------------ \| ------------------ \| ------------------ \| ------------------- \| ------------------ \| \| 1er \| Sam Oomen \| Pays-Bas \| Giant-Alpecin \| 14 h 49 min 49 s \| \| 2e \| Bart De Clercq \| Belgique \| Lotto-Soudal \| + 1 s \| \| 3e \| Pierre Latour \| France \| AG2R La Mondiale \| + 1 s \| \| 4e \| Guillaume Martin \| France \| Wanty-Groupe Gobert \| + 11 s \| \| 5e \| David Gaudu \| France \| France espoirs \| + 11 s \| \| 6e \| Alexandre Geniez \| France \| FDJ \| + 33 s \| \| 7e \| Kilian Frankiny \| Suisse \| Suisse espoirs \| + 45 s \| \| 8e \| Marcel Wyss \| Suisse \| IAM Cycling \| + 50 s \| \| 9e \| Maxime Monfort \| Belgique \| Lotto-Soudal \| + 52 s \| \| 10e \| Antonio Pedrero \| Espagne \| Movistar Team \| + 52 s \| |                  |          |                     |                  |
| |                  |          |                     |                  |
| Sources : ProCyclingStats Cycling Quotient Cycling Archives |                  |          |                     |                  |
| Classement général |                  |          |                     |                  |
| Coureur | Coureur          | Pays     | Équipe              | Temps            |
| 1er | Sam Oomen        | Pays-Bas | Giant-Alpecin       | 14 h 49 min 49 s |
| 2e | Bart De Clercq   | Belgique | Lotto-Soudal        | + 1 s            |
| 3e | Pierre Latour    | France   | AG2R La Mondiale    | + 1 s            |
| 4e | Guillaume Martin | France   | Wanty-Groupe Gobert | + 11 s           |
| 5e | David Gaudu      | France   | France espoirs      | + 11 s           |
| 6e | Alexandre Geniez | France   | FDJ                 | + 33 s           |
| 7e | Kilian Frankiny  | Suisse   | Suisse espoirs      | + 45 s           |
| 8e | Marcel Wyss      | Suisse   | IAM Cycling         | + 50 s           |
| 9e | Maxime Monfort   | Belgique | Lotto-Soudal        | + 52 s           |
| 10e | Antonio Pedrero  | Espagne  | Movistar Team       | + 52 s           |

### Classements annexes
| Classement par points | Classement par points | Classement par points | Classement par points      | Classement par points |
| Coureur               | Coureur               | Pays                  | Équipe                     | Points                |
| --------------------- | --------------------- | --------------------- | -------------------------- | --------------------- |
| 1er                   | Matteo Trentin        | Italie                | Etixx-Quick Step           | 44 pts                |
| 2e                    | Alexandre Geniez      | France                | FDJ                        | 40 pts                |
| 3e                    | Bart De Clercq        | Belgique              | Lotto-Soudal               | 36 pts                |
| 4e                    | Pierre Latour         | France                | AG2R La Mondiale           | 36 pts                |
| 5e                    | Sam Oomen             | Pays-Bas              | Giant-Alpecin              | 35 pts                |
| 6e                    | Guillaume Martin      | France                | Wanty-Groupe Gobert        | 26 pts                |
| 7e                    | Samuel Dumoulin       | France                | AG2R La Mondiale           | 24 pts                |
| 8e                    | Romain Hardy          | France                | Cofidis, Solutions Crédits | 23 pts                |
| 9e                    | Kévin Réza            | France                | FDJ                        | 22 pts                |
| 10e                   | David Gaudu           | France                | France espoirs             | 20 pts                |

| Classement par points | Classement par points | Classement par points | Classement par points      | Classement par points |
| Coureur               | Coureur               | Pays                  | Équipe                     | Points                |
| --------------------- | --------------------- | --------------------- | -------------------------- | --------------------- |
| 1er                   | Matteo Trentin        | Italie                | Etixx-Quick Step           | 44 pts                |
| 2e                    | Alexandre Geniez      | France                | FDJ                        | 40 pts                |
| 3e                    | Bart De Clercq        | Belgique              | Lotto-Soudal               | 36 pts                |
| 4e                    | Pierre Latour         | France                | AG2R La Mondiale           | 36 pts                |
| 5e                    | Sam Oomen             | Pays-Bas              | Giant-Alpecin              | 35 pts                |
| 6e                    | Guillaume Martin      | France                | Wanty-Groupe Gobert        | 26 pts                |
| 7e                    | Samuel Dumoulin       | France                | AG2R La Mondiale           | 24 pts                |
| 8e                    | Romain Hardy          | France                | Cofidis, Solutions Crédits | 23 pts                |
| 9e                    | Kévin Réza            | France                | FDJ                        | 22 pts                |
| 10e                   | David Gaudu           | France                | France espoirs             | 20 pts                |

| Classement de la montagne | Classement de la montagne | Classement de la montagne | Classement de la montagne    | Classement de la montagne |
| Coureur                   | Coureur                   | Pays                      | Équipe                       | Points                    |
| ------------------------- | ------------------------- | ------------------------- | ---------------------------- | ------------------------- |
| 1er                       | Bart De Clercq            | Belgique                  | Lotto-Soudal                 | 36 pts                    |
| 2e                        | Romain Combaud            | France                    | Delko-Marseille Provence-KTM | 26 pts                    |
| 3e                        | Stéphane Rossetto         | France                    | Cofidis, Solutions Crédits   | 20 pts                    |
| 4e                        | Rémy Di Grégorio          | France                    | Delko-Marseille Provence-KTM | 20 pts                    |
| 5e                        | David Gaudu               | France                    | France espoirs               | 16 pts                    |
| 6e                        | Brice Feillu              | France                    | Fortuneo-Vital Concept       | 14 pts                    |
| 7e                        | Perrig Quéméneur          | France                    | Direct Énergie               | 14 pts                    |
| 8e                        | Pierre Latour             | France                    | AG2R La Mondiale             | 13 pts                    |
| 9e                        | Louis Vervaeke            | Belgique                  | Lotto-Soudal                 | 13 pts                    |
| 10e                       | Jean-Christophe Péraud    | France                    | AG2R La Mondiale             | 13 pts                    |

| Classement de la montagne | Classement de la montagne | Classement de la montagne | Classement de la montagne    | Classement de la montagne |
| Coureur                   | Coureur                   | Pays                      | Équipe                       | Points                    |
| ------------------------- | ------------------------- | ------------------------- | ---------------------------- | ------------------------- |
| 1er                       | Bart De Clercq            | Belgique                  | Lotto-Soudal                 | 36 pts                    |
| 2e                        | Romain Combaud            | France                    | Delko-Marseille Provence-KTM | 26 pts                    |
| 3e                        | Stéphane Rossetto         | France                    | Cofidis, Solutions Crédits   | 20 pts                    |
| 4e                        | Rémy Di Grégorio          | France                    | Delko-Marseille Provence-KTM | 20 pts                    |
| 5e                        | David Gaudu               | France                    | France espoirs               | 16 pts                    |
| 6e                        | Brice Feillu              | France                    | Fortuneo-Vital Concept       | 14 pts                    |
| 7e                        | Perrig Quéméneur          | France                    | Direct Énergie               | 14 pts                    |
| 8e                        | Pierre Latour             | France                    | AG2R La Mondiale             | 13 pts                    |
| 9e                        | Louis Vervaeke            | Belgique                  | Lotto-Soudal                 | 13 pts                    |
| 10e                       | Jean-Christophe Péraud    | France                    | AG2R La Mondiale             | 13 pts                    |

| Classement du meilleur jeune | Classement du meilleur jeune | Classement du meilleur jeune | Classement du meilleur jeune | Classement du meilleur jeune |
| Coureur                      | Coureur                      | Pays                         | Équipe                       | Temps                        |
| ---------------------------- | ---------------------------- | ---------------------------- | ---------------------------- | ---------------------------- |
| 1er                          | Sam Oomen                    | Pays-Bas                     | Giant-Alpecin                | 14 h 49 min 49 s             |
| 2e                           | David Gaudu                  | France                       | France espoirs               | + 11 min 00 s                |
| 3e                           | Kilian Frankiny              | Suisse                       | Suisse espoirs               | + 45 min 00 s                |
| 4e                           | Léo Vincent                  | France                       | France espoirs               | + 1 min 41 s                 |
| 5e                           | Aurélien Paret-Peintre       | France                       | France espoirs               | + 12 min 11 s                |
| 6e                           | Valentin Madouas             | France                       | France espoirs               | + 12 min 11 s                |
| 7e                           | Patrick Müller               | Suisse                       | Suisse espoirs               | + 17 min 19 s                |
| 8e                           | Mathias Le Turnier           | France                       | France espoirs               | + 17 min 19 s                |
| 9e                           | Hartthijs de Vries           | Pays-Bas                     | Rabobank Development         | + 23 min 05 s                |
| 10e                          | Lennard Kämna                | Allemagne                    | Stölting Service Group       | + 23 min 05 s                |

| Classement du meilleur jeune | Classement du meilleur jeune | Classement du meilleur jeune | Classement du meilleur jeune | Classement du meilleur jeune |
| Coureur                      | Coureur                      | Pays                         | Équipe                       | Temps                        |
| ---------------------------- | ---------------------------- | ---------------------------- | ---------------------------- | ---------------------------- |
| 1er                          | Sam Oomen                    | Pays-Bas                     | Giant-Alpecin                | 14 h 49 min 49 s             |
| 2e                           | David Gaudu                  | France                       | France espoirs               | + 11 min 00 s                |
| 3e                           | Kilian Frankiny              | Suisse                       | Suisse espoirs               | + 45 min 00 s                |
| 4e                           | Léo Vincent                  | France                       | France espoirs               | + 1 min 41 s                 |
| 5e                           | Aurélien Paret-Peintre       | France                       | France espoirs               | + 12 min 11 s                |
| 6e                           | Valentin Madouas             | France                       | France espoirs               | + 12 min 11 s                |
| 7e                           | Patrick Müller               | Suisse                       | Suisse espoirs               | + 17 min 19 s                |
| 8e                           | Mathias Le Turnier           | France                       | France espoirs               | + 17 min 19 s                |
| 9e                           | Hartthijs de Vries           | Pays-Bas                     | Rabobank Development         | + 23 min 05 s                |
| 10e                          | Lennard Kämna                | Allemagne                    | Stölting Service Group       | + 23 min 05 s                |

| Classement par équipes | Classement par équipes     | Classement par équipes | Classement par équipes |
| Équipe                 | Équipe                     | Pays                   | Temps                  |
| ---------------------- | -------------------------- | ---------------------- | ---------------------- |
| 1re                    | Cofidis, Solutions Crédits | France                 | 44 h 42 min 53 s       |
| 2e                     | France                     | France                 | + 37 s                 |
| 3e                     | IAM Cycling                | Suisse                 | + 1 min 19 s           |
| 4e                     | Wanty-Groupe Gobert        | Belgique               | + 4 min 09 s           |
| 5e                     | Lotto-Soudal               | Belgique               | + 4 min 36 s           |
| 6e                     | Movistar Team              | Espagne                | + 22 min 59 s          |
| 7e                     | HP BTP-Auber 93            | France                 | + 25 min 25 s          |
| 8e                     | Lotto NL-Jumbo             | Pays-Bas               | + 25 min 30 s          |
| 9e                     | AG2R La Mondiale           | France                 | + 28 min 03 s          |
| 10e                    | Suisse                     | Suisse                 | + 29 min 57 s          |

| Classement par équipes | Classement par équipes     | Classement par équipes | Classement par équipes |
| Équipe                 | Équipe                     | Pays                   | Temps                  |
| ---------------------- | -------------------------- | ---------------------- | ---------------------- |
| 1re                    | Cofidis, Solutions Crédits | France                 | 44 h 42 min 53 s       |
| 2e                     | France                     | France                 | + 37 s                 |
| 3e                     | IAM Cycling                | Suisse                 | + 1 min 19 s           |
| 4e                     | Wanty-Groupe Gobert        | Belgique               | + 4 min 09 s           |
| 5e                     | Lotto-Soudal               | Belgique               | + 4 min 36 s           |
| 6e                     | Movistar Team              | Espagne                | + 22 min 59 s          |
| 7e                     | HP BTP-Auber 93            | France                 | + 25 min 25 s          |
| 8e                     | Lotto NL-Jumbo             | Pays-Bas               | + 25 min 30 s          |
| 9e                     | AG2R La Mondiale           | France                 | + 28 min 03 s          |
| 10e                    | Suisse                     | Suisse                 | + 29 min 57 s          |

## Liste des participants
| Légende                             | Légende                                                                                                  | Légende                                | Légende                                                                                                  |
| ----------------------------------- | --- | -------------------------------------- | --- |
| Num                                 | Dossard de départ porté par le coureur sur ce Tour de l'Ain                                              | Pos                                    | Position finale au classement général                                                                    |
| Leader du classement général        | Indique le vainqueur du classement général                                                               | Leader du classement par points        | Indique le vainqueur du classement par points                                                            |
| Leader du classement de la montagne | Indique le vainqueur du classement de la montagne                                                        | Leader du classement du meilleur jeune | Indique le vainqueur du classement du meilleur jeune                                                     |
|                                     | Indique un maillot de champion national ou mondial, suivi de sa spécialité                               | #                                      | Indique la meilleure équipe                                                                              |
| NP                                  | Indique un coureur qui n'a pas pris le départ d'une étape, suivi du numéro de l'étape où il s'est retiré | AB                                     | Indique un coureur qui n'a pas terminé une étape, suivi du numéro de l'étape où il s'est retiré          |
| HD                                  | Indique un coureur qui a terminé une étape hors des délais, suivi du numéro de l'étape                   | *                                      | Indique un coureur en lice pour le classement du meilleur jeune (coureurs nés après le 1er janvier 1994) |

| FDJ | FDJ                     | FDJ |
| --- | ----------------------- | --- |
| Num | Coureur                 | Pos |
| 1   | Alexandre Geniez (FRA)  | 6e  |
| 2   | Arnaud Courteille (FRA) | 96e |
| 3   | Olivier Le Gac (FRA)    | 75e |
| 4   | Jérémy Maison (FRA)     | 66e |
| 5   | Lorrenzo Manzin (FRA)   | 89e |
| 6   | Kévin Réza (FRA)        | 81e |

| Cofidis, Solutions Crédits COF | Cofidis, Solutions Crédits COF | Cofidis, Solutions Crédits COF |
| ------------------------------ | ------------------------------ | ------------------------------ |
| Num                            | Coureur                        | Pos                            |
| 11                             | Yoann Bagot (FRA)              | 43e                            |
| 12                             | Romain Hardy (FRA)             | 12e                            |
| 13                             | Rudy Molard (FRA)              | 11e                            |
| 14                             | Stéphane Rossetto (FRA)        | 24e                            |
| 15                             | Julien Simon (FRA)             | 44e                            |
| 16                             | Anthony Turgis (FRA)           | AB-3                           |

| AG2R La Mondiale ALM | AG2R La Mondiale ALM         | AG2R La Mondiale ALM |
| -------------------- | ---------------------------- | -------------------- |
| Num                  | Coureur                      | Pos                  |
| 21                   | Axel Domont (FRA)            | 100e                 |
| 22                   | Guillaume Bonnafond (FRA)    | 45e                  |
| 23                   | Samuel Dumoulin (FRA)        | 88e                  |
| 24                   | Hubert Dupont (FRA)          | 42e                  |
| 25                   | Pierre Latour (FRA)          | 3e                   |
| 26                   | Jean-Christophe Péraud (FRA) | 53e                  |

| Direct Énergie DEN | Direct Énergie DEN     | Direct Énergie DEN |
| ------------------ | ---------------------- | ------------------ |
| Num                | Coureur                | Pos                |
| 31                 | Lilian Calmejane (FRA) | 13e                |
| 32                 | Fabien Grellier (FRA)  | 92e                |
| 33                 | Jérémy Cornu (FRA)     | AB-4               |
| 34                 | Bryan Nauleau (FRA)    | 86e                |
| 35                 | Perrig Quéméneur (FRA) | 71e                |
| 36                 | Thomas Voeckler (FRA)  | 26e                |

| Lotto-Soudal LTS | Lotto-Soudal LTS         | Lotto-Soudal LTS |
| ---------------- | ------------------------ | ---------------- |
| Num              | Coureur                  | Pos              |
| 41               | Sander Armée (BEL)       | 34e              |
| 42               | Bart De Clercq (BEL)     | 2e               |
| 43               | Maxime Monfort (BEL)     | 9e               |
| 44               | Tosh Van der Sande (BEL) | AB-4             |
| 45               | Jelle Wallays (BEL)      | 59e              |
| 46               | Louis Vervaeke (BEL)     | 40e              |

| Bora-Argon 18 BOA | Bora-Argon 18 BOA         | Bora-Argon 18 BOA |
| ----------------- | ------------------------- | ----------------- |
| Num               | Coureur                   | Pos               |
| 51                | Patrick Konrad (AUT)      | 14e               |
| 52                | Phil Bauhaus (GER)        | NP-4              |
| 53                | Christoph Pfingsten (GER) | 80e               |
| 54                | Michael Schwarzmann (GER) | 34e               |
| 55                | Rüdiger Selig (GER)       | 109e              |
| 56                | Scott Thwaites (GBR)      | 67e               |

| Giant-Alpecin TGA | Giant-Alpecin TGA     | Giant-Alpecin TGA |
| ----------------- | --------------------- | ----------------- |
| Num               | Coureur               | Pos               |
| 61                | Bert De Backer (BEL)  | AB-4              |
| 62                | Koen de Kort (NED)    | 72e               |
| 63                | Tom Stamsnijder (NED) | 87e               |
| 64                | Sam Oomen (NED)       | 1er               |
| 65                | Martijn Tusveld (NED) | 32e               |
| 66                | Jochem Hoekstra (NED) | 64e               |

| Fortuneo-Vital Concept FVC | Fortuneo-Vital Concept FVC | Fortuneo-Vital Concept FVC |
| -------------------------- | -------------------------- | -------------------------- |
| Num                        | Coureur                    | Pos                        |
| 71                         | Pierre-Luc Périchon (FRA)  | 90e                        |
| 72                         | Brice Feillu (FRA)         | 16e                        |
| 73                         | Arnaud Gérard (FRA)        | 69e                        |
| 74                         | Yauheni Hutarovich (BLR)   | AB-4                       |
| 75                         | Chris Anker Sørensen (DEN) | 38e                        |
| 76                         | Florian Vachon (FRA)       | 68e                        |

| Movistar Team MOV | Movistar Team MOV       | Movistar Team MOV |
| ----------------- | ----------------------- | ----------------- |
| Num               | Coureur                 | Pos               |
| 81                | Jorge Arcas (ESP)       | 65e               |
| 82                | Juan José Lobato (ESP)  | AB-4              |
| 83                | Richard Carapaz (ECU)   | 70e               |
| 84                | Marc Soler (ESP)        | 25e               |
| 85                | Francisco Ventoso (ESP) | 60e               |
| 86                | Antonio Pedrero (ESP)   | 10e               |

| Wanty-Groupe Gobert WGG | Wanty-Groupe Gobert WGG  | Wanty-Groupe Gobert WGG |
| ----------------------- | ------------------------ | ----------------------- |
| Num                     | Coureur                  | Pos                     |
| 91                      | Guillaume Martin (FRA)   | 4e                      |
| 92                      | Gaëtan Bille (BEL)       | 83e                     |
| 93                      | Thomas Degand (BEL)      | 63e                     |
| 94                      | Marco Minnaard (NED)     | 30e                     |
| 95                      | Frederik Veuchelen (BEL) | 78e                     |
| 96                      | Xandro Meurisse (BEL)    | 19e                     |

| IAM Cycling IAM | IAM Cycling IAM           | IAM Cycling IAM |
| --------------- | ------------------------- | --------------- |
| Num             | Coureur                   | Pos             |
| 101             | Clément Chevrier (FRA)    | 28e             |
| 102             | Jérôme Coppel (FRA)       | 50e             |
| 103             | Dries Devenyns (BEL)      | 18e             |
| 104             | Pirmin Lang (SUI)         | 91e             |
| 105             | Jonas Van Genechten (BEL) | 74e             |
| 106             | Marcel Wyss (SUI)         | 8e              |

| Stölting Service Group SSG | Stölting Service Group SSG | Stölting Service Group SSG |
| -------------------------- | -------------------------- | -------------------------- |
| Num                        | Coureur                    | Pos                        |
| 111                        | Moritz Backofen (GER)      | 103e                       |
| 112                        | Sven Reutter (GER)         | 79e                        |
| 113                        | Lennard Kämna (GER)        | 48e                        |
| 114                        | Thomas Koep (GER)          | AB-3                       |
| 115                        | Romain Lemarchand (FRA)    | AB-2                       |
| 116                        | Christian Mager (GER)      | 23e                        |

| Etixx-Quick Step EQS | Etixx-Quick Step EQS    | Etixx-Quick Step EQS |
| -------------------- | ----------------------- | -------------------- |
| Num                  | Coureur                 | Pos                  |
| 121                  | Maxime Bouet (FRA)      | 20e                  |
| 122                  | Bob Jungels (LUX)       | 22e                  |
| 123                  | Davide Martinelli (ITA) | 99e                  |
| 124                  | Niki Terpstra (NED)     | 98e                  |
| 125                  | Matteo Trentin (ITA)    | 73e                  |
| 126                  | Łukasz Wiśniowski (POL) | 104e                 |

| HP BTP-Auber 93 AUB | HP BTP-Auber 93 AUB      | HP BTP-Auber 93 AUB |
| ------------------- | ------------------------ | ------------------- |
| Num                 | Coureur                  | Pos                 |
| 131                 | Guillaume Levarlet (FRA) | 15e                 |
| 132                 | César Bihel (FRA)        | AB-3                |
| 133                 | Pierre Gouault (FRA)     | 51e                 |
| 134                 | Julien Guay (FRA)        | 84e                 |
| 135                 | Anthony Maldonado (FRA)  | NP-3                |
| 136                 | Théo Vimpère (FRA)       | 33e                 |

| LottoNL-Jumbo TLJ | LottoNL-Jumbo TLJ        | LottoNL-Jumbo TLJ |
| ----------------- | ------------------------ | ----------------- |
| Num               | Coureur                  | Pos               |
| 141               | Enrico Battaglin (ITA)   | 46e               |
| 142               | Victor Campenaerts (BEL) | 31e               |
| 143               | Robert Gesink (NED)      | 21e               |
| 144               | Steven Lammertink (NED)  | 106e              |
| 145               | Jos van Emden (NED)      | 55e               |
| 146               | Alexey Vermeulen (USA)   | 57e               |

| Roubaix Métropole européenne de Lille RML | Roubaix Métropole européenne de Lille RML | Roubaix Métropole européenne de Lille RML |
| ----------------------------------------- | ----------------------------------------- | ----------------------------------------- |
| Num                                       | Coureur                                   | Pos                                       |
| 151                                       | Julien Antomarchi (FRA)                   | 77e                                       |
| 152                                       | Rudy Barbier (FRA)                        | 107e                                      |
| 153                                       | Florent Pereira (FRA)                     | 102e                                      |
| 154                                       | Félix Pouilly (FRA)                       | 61e                                       |
| 155                                       | Pierre Barbier (FRA)                      | 111e                                      |
| 156                                       | Dylan Kowalski (FRA)                      | 97e                                       |

| Delko-Marseille Provence-KTM DMP | Delko-Marseille Provence-KTM DMP | Delko-Marseille Provence-KTM DMP |
| -------------------------------- | -------------------------------- | -------------------------------- |
| Num                              | Coureur                          | Pos                              |
| 161                              | Thierry Hupond (FRA)             | 58e                              |
| 162                              | Romain Combaud (FRA)             | 95e                              |
| 163                              | Rémy Di Grégorio (FRA)           | 37e                              |
| 164                              | Delio Fernández (ESP)            | 41e                              |
| 165                              | Evaldas Šiškevičius (LTU)        | 110e                             |
| 166                              | Benjamin Giraud (FRA)            | AB-4                             |

| Rabobank Development RDT | Rabobank Development RDT | Rabobank Development RDT |
| ------------------------ | ------------------------ | ------------------------ |
| Num                      | Coureur                  | Pos                      |
| 171                      | Cees Bol (NED)           | 82e                      |
| 172                      | Martijn Budding (NED)    | 76e                      |
| 173                      | Hartthijs de Vries (NED) | 47e                      |
| 174                      | Lennard Hofstede (NED)   | 52e                      |
| 175                      | Peter Lenderink (NED)    | 85e                      |
| 176                      | Jeroen Meijers (NED)     | 35e                      |

| France espoirs FRA | France espoirs FRA     | France espoirs FRA |
| ------------------ | ---------------------- | ------------------ |
| Num                | Coureur                | Pos                |
| 181                | David Gaudu            | 5e                 |
| 182                | Mathias Le Turnier     | 39e                |
| 183                | Valentin Madouas       | 29e                |
| 184                | Aurélien Paret-Peintre | 27e                |
| 185                | Nans Peters            | 105e               |
| 186                | Léo Vincent            | 17e                |

| Armée de terre ADT | Armée de terre ADT      | Armée de terre ADT |
| ------------------ | ----------------------- | ------------------ |
| Num                | Coureur                 | Pos                |
| 191                | Jérôme Mainard (FRA)    | 62e                |
| 192                | Bryan Alaphilippe (FRA) | AB-4               |
| 193                | Alexis Bodiot (FRA)     | AB-4               |
| 194                | Thibault Ferasse (FRA)  | 93e                |
| 195                | Kévin Lebreton (FRA)    | 49e                |
| 196                | Benoît Sinner (FRA)     | 108e               |

| Suisse espoirs SUI | Suisse espoirs SUI | Suisse espoirs SUI |
| ------------------ | ------------------ | ------------------ |
| Num                | Coureur            | Pos                |
| 201                | Patrick Müller     | 36e                |
| 202                | Kilian Frankiny    | 7e                 |
| 203                | Gian Friesecke     | 54e                |
| 204                | Martin Schäppi     | 101e               |
| 205                | Gino Mäder         | NP-3               |
| 206                | Lukas Spengler     | 94e                |

| FDJ | FDJ                     | FDJ |
| --- | ----------------------- | --- |
| Num | Coureur                 | Pos |
| 1   | Alexandre Geniez (FRA)  | 6e  |
| 2   | Arnaud Courteille (FRA) | 96e |
| 3   | Olivier Le Gac (FRA)    | 75e |
| 4   | Jérémy Maison (FRA)     | 66e |
| 5   | Lorrenzo Manzin (FRA)   | 89e |
| 6   | Kévin Réza (FRA)        | 81e |

| Cofidis, Solutions Crédits COF | Cofidis, Solutions Crédits COF | Cofidis, Solutions Crédits COF |
| ------------------------------ | ------------------------------ | ------------------------------ |
| Num                            | Coureur                        | Pos                            |
| 11                             | Yoann Bagot (FRA)              | 43e                            |
| 12                             | Romain Hardy (FRA)             | 12e                            |
| 13                             | Rudy Molard (FRA)              | 11e                            |
| 14                             | Stéphane Rossetto (FRA)        | 24e                            |
| 15                             | Julien Simon (FRA)             | 44e                            |
| 16                             | Anthony Turgis (FRA)           | AB-3                           |

| AG2R La Mondiale ALM | AG2R La Mondiale ALM         | AG2R La Mondiale ALM |
| -------------------- | ---------------------------- | -------------------- |
| Num                  | Coureur                      | Pos                  |
| 21                   | Axel Domont (FRA)            | 100e                 |
| 22                   | Guillaume Bonnafond (FRA)    | 45e                  |
| 23                   | Samuel Dumoulin (FRA)        | 88e                  |
| 24                   | Hubert Dupont (FRA)          | 42e                  |
| 25                   | Pierre Latour (FRA)          | 3e                   |
| 26                   | Jean-Christophe Péraud (FRA) | 53e                  |

| Direct Énergie DEN | Direct Énergie DEN     | Direct Énergie DEN |
| ------------------ | ---------------------- | ------------------ |
| Num                | Coureur                | Pos                |
| 31                 | Lilian Calmejane (FRA) | 13e                |
| 32                 | Fabien Grellier (FRA)  | 92e                |
| 33                 | Jérémy Cornu (FRA)     | AB-4               |
| 34                 | Bryan Nauleau (FRA)    | 86e                |
| 35                 | Perrig Quéméneur (FRA) | 71e                |
| 36                 | Thomas Voeckler (FRA)  | 26e                |

| Lotto-Soudal LTS | Lotto-Soudal LTS         | Lotto-Soudal LTS |
| ---------------- | ------------------------ | ---------------- |
| Num              | Coureur                  | Pos              |
| 41               | Sander Armée (BEL)       | 34e              |
| 42               | Bart De Clercq (BEL)     | 2e               |
| 43               | Maxime Monfort (BEL)     | 9e               |
| 44               | Tosh Van der Sande (BEL) | AB-4             |
| 45               | Jelle Wallays (BEL)      | 59e              |
| 46               | Louis Vervaeke (BEL)     | 40e              |

| Bora-Argon 18 BOA | Bora-Argon 18 BOA         | Bora-Argon 18 BOA |
| ----------------- | ------------------------- | ----------------- |
| Num               | Coureur                   | Pos               |
| 51                | Patrick Konrad (AUT)      | 14e               |
| 52                | Phil Bauhaus (GER)        | NP-4              |
| 53                | Christoph Pfingsten (GER) | 80e               |
| 54                | Michael Schwarzmann (GER) | 34e               |
| 55                | Rüdiger Selig (GER)       | 109e              |
| 56                | Scott Thwaites (GBR)      | 67e               |

| Giant-Alpecin TGA | Giant-Alpecin TGA     | Giant-Alpecin TGA |
| ----------------- | --------------------- | ----------------- |
| Num               | Coureur               | Pos               |
| 61                | Bert De Backer (BEL)  | AB-4              |
| 62                | Koen de Kort (NED)    | 72e               |
| 63                | Tom Stamsnijder (NED) | 87e               |
| 64                | Sam Oomen (NED)       | 1er               |
| 65                | Martijn Tusveld (NED) | 32e               |
| 66                | Jochem Hoekstra (NED) | 64e               |

| Fortuneo-Vital Concept FVC | Fortuneo-Vital Concept FVC | Fortuneo-Vital Concept FVC |
| -------------------------- | -------------------------- | -------------------------- |
| Num                        | Coureur                    | Pos                        |
| 71                         | Pierre-Luc Périchon (FRA)  | 90e                        |
| 72                         | Brice Feillu (FRA)         | 16e                        |
| 73                         | Arnaud Gérard (FRA)        | 69e                        |
| 74                         | Yauheni Hutarovich (BLR)   | AB-4                       |
| 75                         | Chris Anker Sørensen (DEN) | 38e                        |
| 76                         | Florian Vachon (FRA)       | 68e                        |

| Movistar Team MOV | Movistar Team MOV       | Movistar Team MOV |
| ----------------- | ----------------------- | ----------------- |
| Num               | Coureur                 | Pos               |
| 81                | Jorge Arcas (ESP)       | 65e               |
| 82                | Juan José Lobato (ESP)  | AB-4              |
| 83                | Richard Carapaz (ECU)   | 70e               |
| 84                | Marc Soler (ESP)        | 25e               |
| 85                | Francisco Ventoso (ESP) | 60e               |
| 86                | Antonio Pedrero (ESP)   | 10e               |

| Wanty-Groupe Gobert WGG | Wanty-Groupe Gobert WGG  | Wanty-Groupe Gobert WGG |
| ----------------------- | ------------------------ | ----------------------- |
| Num                     | Coureur                  | Pos                     |
| 91                      | Guillaume Martin (FRA)   | 4e                      |
| 92                      | Gaëtan Bille (BEL)       | 83e                     |
| 93                      | Thomas Degand (BEL)      | 63e                     |
| 94                      | Marco Minnaard (NED)     | 30e                     |
| 95                      | Frederik Veuchelen (BEL) | 78e                     |
| 96                      | Xandro Meurisse (BEL)    | 19e                     |

| IAM Cycling IAM | IAM Cycling IAM           | IAM Cycling IAM |
| --------------- | ------------------------- | --------------- |
| Num             | Coureur                   | Pos             |
| 101             | Clément Chevrier (FRA)    | 28e             |
| 102             | Jérôme Coppel (FRA)       | 50e             |
| 103             | Dries Devenyns (BEL)      | 18e             |
| 104             | Pirmin Lang (SUI)         | 91e             |
| 105             | Jonas Van Genechten (BEL) | 74e             |
| 106             | Marcel Wyss (SUI)         | 8e              |

| Stölting Service Group SSG | Stölting Service Group SSG | Stölting Service Group SSG |
| -------------------------- | -------------------------- | -------------------------- |
| Num                        | Coureur                    | Pos                        |
| 111                        | Moritz Backofen (GER)      | 103e                       |
| 112                        | Sven Reutter (GER)         | 79e                        |
| 113                        | Lennard Kämna (GER)        | 48e                        |
| 114                        | Thomas Koep (GER)          | AB-3                       |
| 115                        | Romain Lemarchand (FRA)    | AB-2                       |
| 116                        | Christian Mager (GER)      | 23e                        |

| Etixx-Quick Step EQS | Etixx-Quick Step EQS    | Etixx-Quick Step EQS |
| -------------------- | ----------------------- | -------------------- |
| Num                  | Coureur                 | Pos                  |
| 121                  | Maxime Bouet (FRA)      | 20e                  |
| 122                  | Bob Jungels (LUX)       | 22e                  |
| 123                  | Davide Martinelli (ITA) | 99e                  |
| 124                  | Niki Terpstra (NED)     | 98e                  |
| 125                  | Matteo Trentin (ITA)    | 73e                  |
| 126                  | Łukasz Wiśniowski (POL) | 104e                 |

| HP BTP-Auber 93 AUB | HP BTP-Auber 93 AUB      | HP BTP-Auber 93 AUB |
| ------------------- | ------------------------ | ------------------- |
| Num                 | Coureur                  | Pos                 |
| 131                 | Guillaume Levarlet (FRA) | 15e                 |
| 132                 | César Bihel (FRA)        | AB-3                |
| 133                 | Pierre Gouault (FRA)     | 51e                 |
| 134                 | Julien Guay (FRA)        | 84e                 |
| 135                 | Anthony Maldonado (FRA)  | NP-3                |
| 136                 | Théo Vimpère (FRA)       | 33e                 |

| LottoNL-Jumbo TLJ | LottoNL-Jumbo TLJ        | LottoNL-Jumbo TLJ |
| ----------------- | ------------------------ | ----------------- |
| Num               | Coureur                  | Pos               |
| 141               | Enrico Battaglin (ITA)   | 46e               |
| 142               | Victor Campenaerts (BEL) | 31e               |
| 143               | Robert Gesink (NED)      | 21e               |
| 144               | Steven Lammertink (NED)  | 106e              |
| 145               | Jos van Emden (NED)      | 55e               |
| 146               | Alexey Vermeulen (USA)   | 57e               |

| Roubaix Métropole européenne de Lille RML | Roubaix Métropole européenne de Lille RML | Roubaix Métropole européenne de Lille RML |
| ----------------------------------------- | ----------------------------------------- | ----------------------------------------- |
| Num                                       | Coureur                                   | Pos                                       |
| 151                                       | Julien Antomarchi (FRA)                   | 77e                                       |
| 152                                       | Rudy Barbier (FRA)                        | 107e                                      |
| 153                                       | Florent Pereira (FRA)                     | 102e                                      |
| 154                                       | Félix Pouilly (FRA)                       | 61e                                       |
| 155                                       | Pierre Barbier (FRA)                      | 111e                                      |
| 156                                       | Dylan Kowalski (FRA)                      | 97e                                       |

| Delko-Marseille Provence-KTM DMP | Delko-Marseille Provence-KTM DMP | Delko-Marseille Provence-KTM DMP |
| -------------------------------- | -------------------------------- | -------------------------------- |
| Num                              | Coureur                          | Pos                              |
| 161                              | Thierry Hupond (FRA)             | 58e                              |
| 162                              | Romain Combaud (FRA)             | 95e                              |
| 163                              | Rémy Di Grégorio (FRA)           | 37e                              |
| 164                              | Delio Fernández (ESP)            | 41e                              |
| 165                              | Evaldas Šiškevičius (LTU)        | 110e                             |
| 166                              | Benjamin Giraud (FRA)            | AB-4                             |

| Rabobank Development RDT | Rabobank Development RDT | Rabobank Development RDT |
| ------------------------ | ------------------------ | ------------------------ |
| Num                      | Coureur                  | Pos                      |
| 171                      | Cees Bol (NED)           | 82e                      |
| 172                      | Martijn Budding (NED)    | 76e                      |
| 173                      | Hartthijs de Vries (NED) | 47e                      |
| 174                      | Lennard Hofstede (NED)   | 52e                      |
| 175                      | Peter Lenderink (NED)    | 85e                      |
| 176                      | Jeroen Meijers (NED)     | 35e                      |

| France espoirs FRA | France espoirs FRA     | France espoirs FRA |
| ------------------ | ---------------------- | ------------------ |
| Num                | Coureur                | Pos                |
| 181                | David Gaudu            | 5e                 |
| 182                | Mathias Le Turnier     | 39e                |
| 183                | Valentin Madouas       | 29e                |
| 184                | Aurélien Paret-Peintre | 27e                |
| 185                | Nans Peters            | 105e               |
| 186                | Léo Vincent            | 17e                |

| Armée de terre ADT | Armée de terre ADT      | Armée de terre ADT |
| ------------------ | ----------------------- | ------------------ |
| Num                | Coureur                 | Pos                |
| 191                | Jérôme Mainard (FRA)    | 62e                |
| 192                | Bryan Alaphilippe (FRA) | AB-4               |
| 193                | Alexis Bodiot (FRA)     | AB-4               |
| 194                | Thibault Ferasse (FRA)  | 93e                |
| 195                | Kévin Lebreton (FRA)    | 49e                |
| 196                | Benoît Sinner (FRA)     | 108e               |

| Suisse espoirs SUI | Suisse espoirs SUI | Suisse espoirs SUI |
| ------------------ | ------------------ | ------------------ |
| Num                | Coureur            | Pos                |
| 201                | Patrick Müller     | 36e                |
| 202                | Kilian Frankiny    | 7e                 |
| 203                | Gian Friesecke     | 54e                |
| 204                | Martin Schäppi     | 101e               |
| 205                | Gino Mäder         | NP-3               |
| 206                | Lukas Spengler     | 94e                |